# ويليام ألبرشت
ويليام ألبرشت (بالإنجليزية: William Albrecht) هو كاتب أمريكي، ولد في 1888 في إلينوي في الولايات المتحدة، وتوفي في 1974.